# Machairophyllum
Machairophyllum (лат.) — род суккулентных растений семейства Аизовые (Aizoaceae), подсемейства Ruschioideae, произрастающий на территории Капской провинции Южно-Африканской Республики.

## Название
Родовое латинское (научное) название Machairophyllum происходит от machaira — «кинжал» и phyllon — «лист».
Из-за отсутствия официального русскоязычного названия рода в авторитетных источниках, вероятное произношение на русском языке может быть сформировано как «Махайрофиллум» или «Махайрофиллюм».

## Ботаническое описание

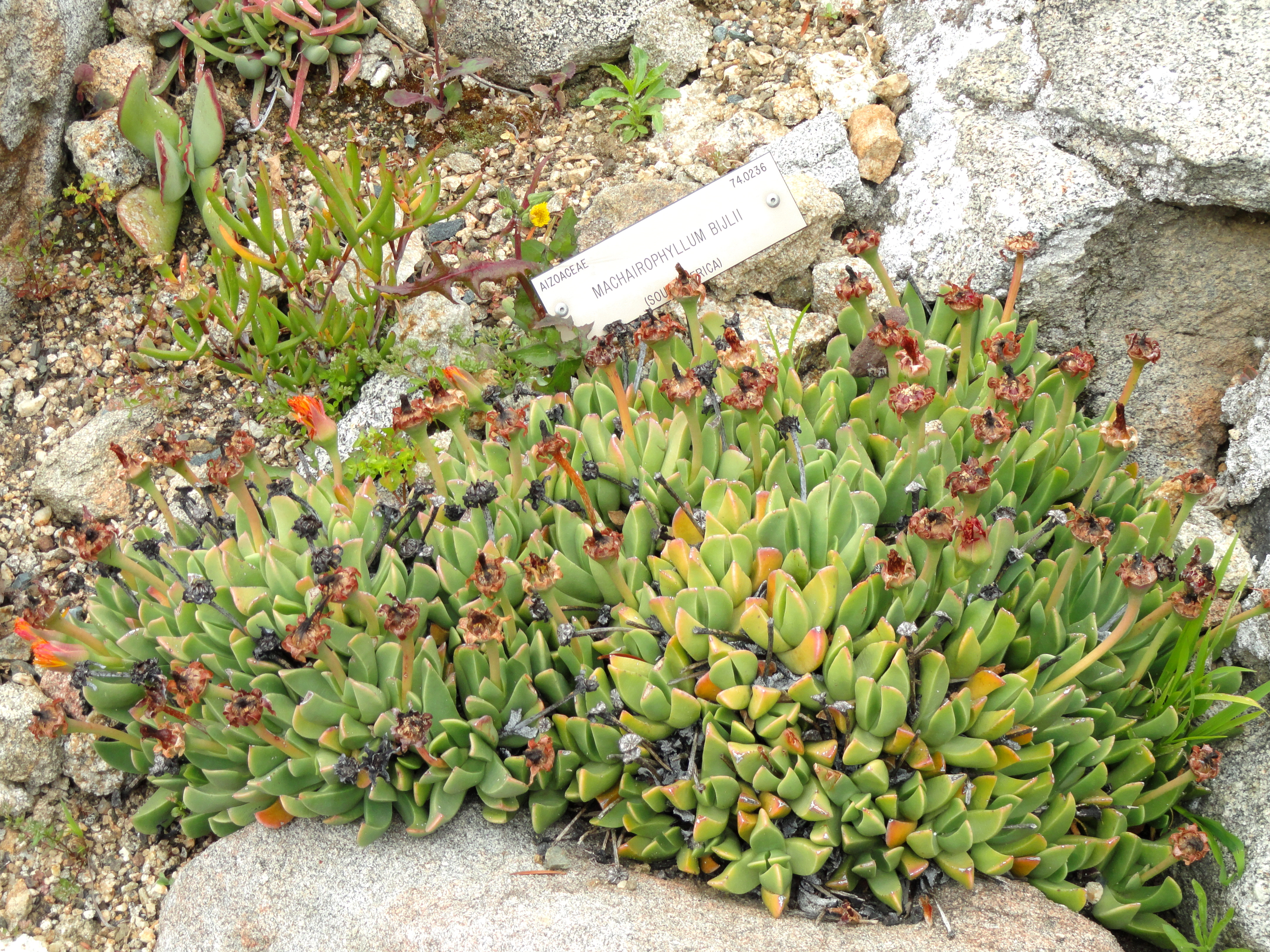
Machairophyllum bijlii, Ботанический сад Калифорнийского университета

Представители рода — миниатюрные многолетние растения, варьирующие по компактности от плотных до дернистых, иногда с ветвистой формой, достигая диаметра до 1,2 м. Стебли часто образуют корни в узлах. Листья супротивные, плотно собраны, достигают длины около 200 мм и ширины 20 мм. Их форма остро-треугольная в сечении, с заостренными концами и неровной поверхностью. Они могут быть пупырчатыми, без точек, очень гладкими, бледно-зеленого цвета с возможными красными пятнами, иногда становясь беловатыми.

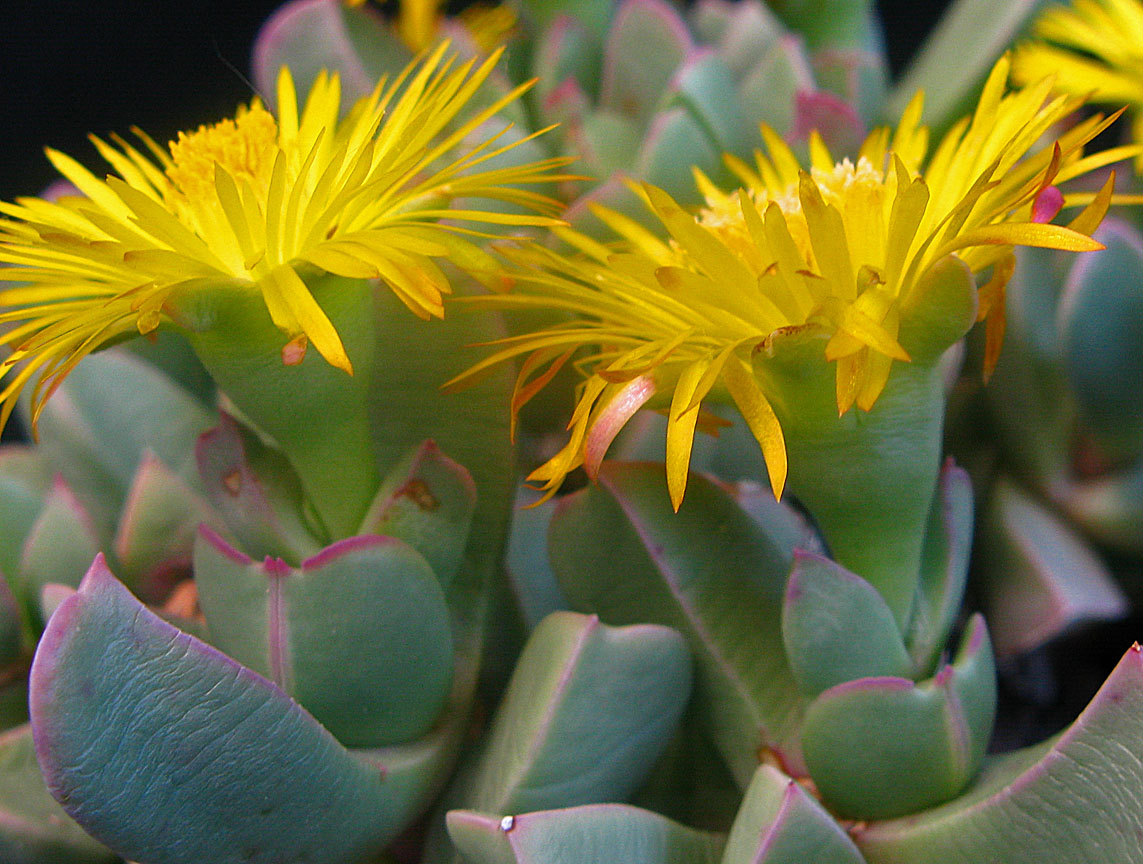
Цветки Machairophyllum brevifolium

Цветки растут одиночно или, чаще, по трое на длинных цветоножках с крупными прицветниками. Их диаметр может достигать до 65 мм, и они обычно раскрываются ночью. Чашелистиков у цветка от 5 до 8, и они могут быть разного размера и заостренности, иногда имеют тупой конец. Лепестки густо располагаются в 3-7 рядах, с внешней стороны окрашены в медно-красный цвет, а внутри – желтые, золотистые или оранжевые. У цветка много тычинок. Нектарник представлен зубчатым кольцом или иногда отдельными железками, иногда с глубоким углублением для нектара в основании. Завязь обычно имеет выпуклую форму или коническую верхушку; рыльца в количестве от 5 до 15, тонкие. Плод представляет собой коробочку с 5-15 отделениями. Семена яйцевидной формы, имеют гранулированную поверхность.
Число хромосом — 9.

## Таксономия
Machairophyllum Schwantes, первое упоминание в Möller's Deutsche Gärtn.-Zeitung 42: 187. (1927).

### Синонимы
- Perissolobus N.E.Br.

### Виды
Согласно данным сайта WFO Plantlist на июнь 2023 года, род состоит из 4 видов:
- Machairophyllum albidum (L.) Schwantes typus
- Machairophyllum bijlii (N.E.Br.) L.Bolus
- Machairophyllum brevifolium L.Bolus
- Machairophyllum stayneri L.Bolus